# غار صداکی

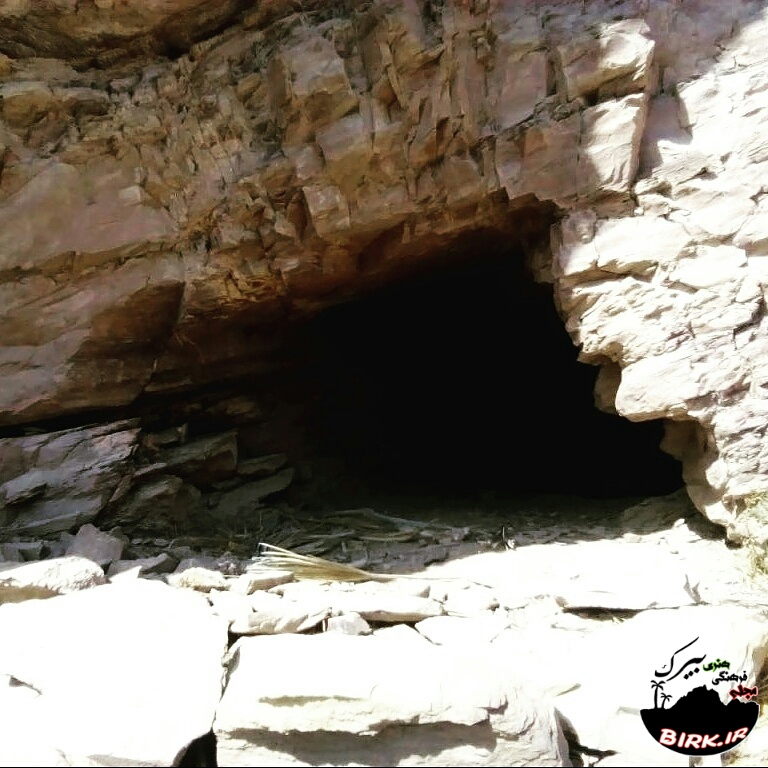
غار صداکی ایرندگان

غار صداکی یکی از غارهای بزرگ و ناشناخته در ارتفاعات کوه بیرک بخش ایرندگان شهرستان خاش در استان سیستان و بلوچستان ایران است و در جنوب شهرستان خاش قرار دارد.

## مشخصات
غار صداکی یکی از جاذبه‌های بکر و منحصر بفرد واقع در ارتفاع حدود هزاروپانصد متری رشته کوه بیرک بخش ایرندگان شهرستان خاش در استان سیستان و بلوچستان است.
این غار در ۵۵کیلومتری خاش و در بخش ایرندگان، بالا دست روستای پستاک قرار دارد.
از ویژگی‌های منحصربفرد این غار، وجود سه چاهک و یک دهنه چشمه آب است که زمینه حیات را برای جانورانی از قبیل پلنگ ایرانی، خفاش دم موشی و انواع خزندگان از قبیل سوسمارها فراهم ساخته است.
دهنه این غار دو متر و طول آن نامشخص است و دارای دو تالار بزرگ با ظرفیت هر یک به تعداد هزار نفر است.
این غار دارای ارتفاع ۵ تا ۲۰ متر و همچنین سه دالان به‌طور تقریبی هر یک بیش از ۱۰۰ متر است که به دلیل صعب العبور بودن، جایگاه بسیار مناسبی برای خفاشان و سایر جانداران به‌شمار می‌رود.
همچنین در مورد سنگ نوشته و تصاویر روی سنگ‌ها و دیواره‌های این غار باید دانست که طبق بررسی‌های روی سنگ‌ها و دیواره‌های این غار، نوشته‌هایی حک شده‌است که تحقیقات روی آن‌ها در حال انجام است.
سقف و کف این غار دارای آویزه‌های نمکی و قندیل‌های زیبایی است که توجه هر بیننده‌ای را به خود جلب می‌کند.
غار صداکی به دلیل قابلیت‌های گردشگری، دیرینه شناسی، باستان‌شناسی و زمین‌شناسی و همچنین زیست‌محیطی، از اهمیت خاصی برخوردار است و باید روی هر یک از این شاخصه‌ها مطالعات و بررسی‌های دقیق انجام گیرد.
بخش ایرندگان شهرستان خاش از قابلیت‌ها و پتانسیل‌های بسیاری از جمله فرهنگی و تاریخی و گردشگری برخوردارهست که ناشناخته و نیازمند تحقیق و کاوش هستند.